# Dasybregma gypsodoxa
Dasybregma gypsodoxa är en fjärilsart som beskrevs av Diakonoff 1983. Dasybregma gypsodoxa ingår i släktet Dasybregma och familjen vecklare. Inga underarter finns listade i Catalogue of Life.